# Saint-Aquilin-de-Pacy
Saint-Aquilin-de-Pacy är en kommun i departementet Eure i regionen Normandie i norra Frankrike. Kommunen ligger i kantonen Pacy-sur-Eure som tillhör arrondissementet Évreux. År 2018 hade Saint-Aquilin-de-Pacy 505 invånare.

## Befolkningsutveckling
Antalet invånare i kommunen Saint-Aquilin-de-Pacy
Referens:INSEE